# Thomas G. Waites

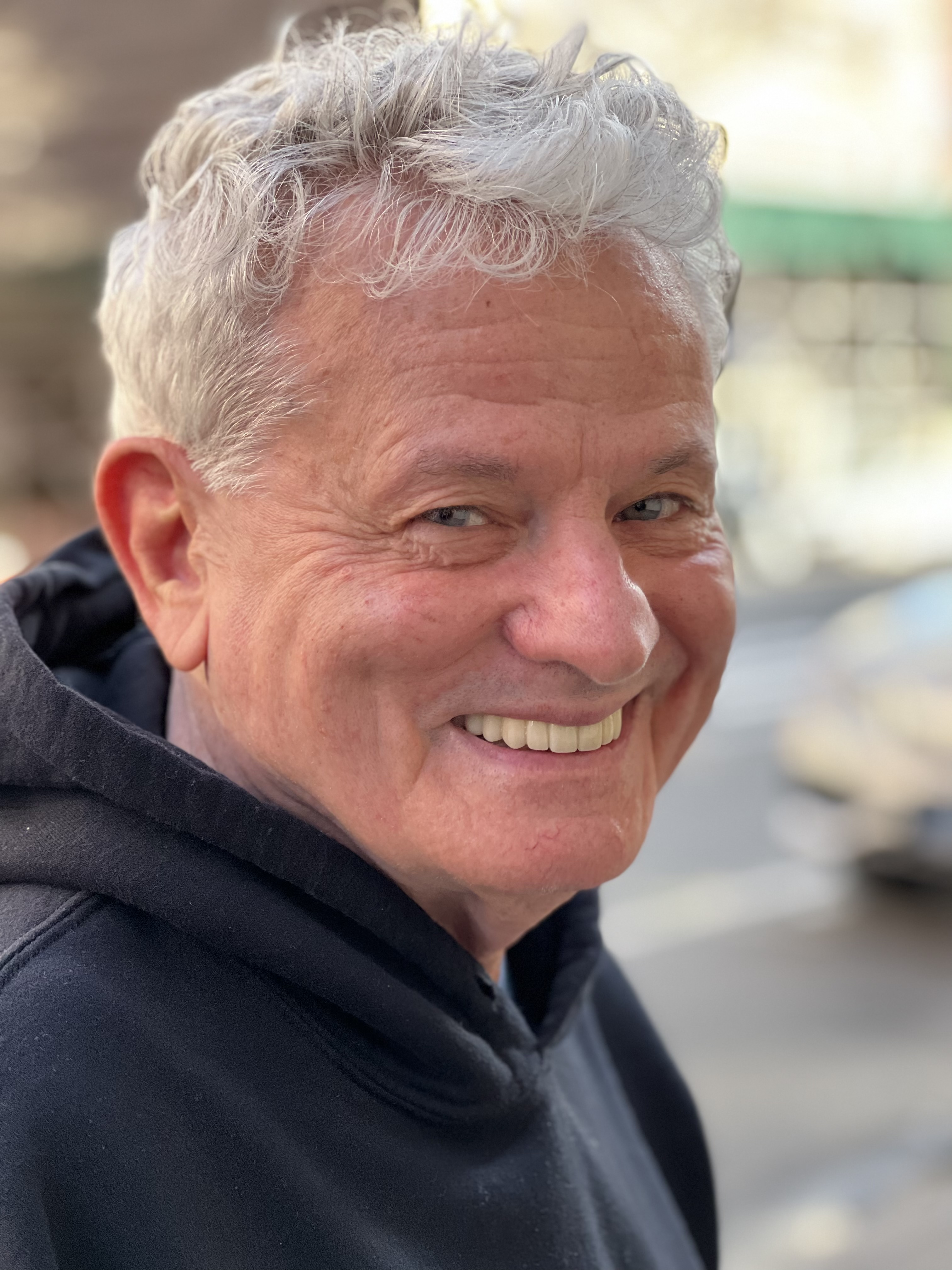
Thomas G. Waites (2022)

Thomas G. Waites (* 8. Januar 1955 in Philadelphia, Pennsylvania) ist ein US-amerikanischer Schauspieler, Regisseur und Schauspiellehrer. Bekanntheit erlangte er 1982 durch die Rolle des Windows in John Carpenters Das Ding aus einer anderen Welt.

## Leben
Thomas G. Waites besuchte die Immaculate Conception Roman Catholic Church in Philadelphia und anschließend die Conwell-Egan Catholic High School, ehe er für ein Jahr am Bucks County Community College studierte. Er brach sein Studium für einen Platz an der Juilliard School ab, um Schauspieler zu werden. Er besuchte die Schauspielschule von 1974 bis 1977 und war hierbei in der gleichen Klasse wie Robin Williams, Christopher Reeve, Keith David (seinen späteren Co-Star in Das Ding aus einer anderen Welt) und Frances Conroy. Waites erhielt später als Drehbuchautor zudem einen Bachelor of Arts an der The New School sowie einen Master of Fine Arts an der University of Iowa, trat in dieser Profession jedoch nie in Erscheinung. Seine ersten Schauspielrollen folgten ab 1976.
Seine erste größere Rolle erhielt Waites 1979 im Drama … und Gerechtigkeit für alle an der Seite von Al Pacino. Andauernde Bekanntheit erlangte er 1982 als Windows im mittlerweile als Kultfilm geltenden Science-Fiction-Horror Das Ding aus einer anderen Welt von John Carpenter. Es folgten größere Rollen in Filmen wie Ayla und der Clan des Bären (1986) oder Timelock (1996) sowie kleinere Auftritte, darunter 1995 in Money Train. Waites wirkte zudem als Gastdarsteller in einer Vielzahl von Fernsehserien mit. Von 2001 bis 2003 war er als Henry Stanton in sieben Folgen der Gefängnisserie Oz – Hölle hinter Gittern zu sehen. Außerdem betätigte er sich als Synchronsprecher für Videospiele. So lieh er 2005 der Figur des Fox in The Warriors (eine Adaption des gleichnamigen Films von 1979) seine Stimme und war 2008 als Priester in Grand Theft Auto IV zu hören.
Waites ist seit 1984 Mitglied des Actors Studio und betreibt eine eigene Schauspielschule namens TGW Acting Studio in New York. Er betätigte sich zudem als Regisseur, unter anderem 2012 für den Kurzfilm Pandora’s Box mit Joe Mantegna und Frances Fisher sowie in mehreren Theaterproduktionen. Waites ist Vater von zwei Kindern und seit 2017 verheiratet.

## Filmografie (Auswahl)
- 1976: The Other Side of Victory
- 1979: Die Warriors (The Warriors)
- 1979: … und Gerechtigkeit für alle (…And Justice for All)
- 1982: Das Ding aus einer anderen Welt (The Thing)
- 1985: Miami Vice (Fernsehserie, eine Folge)
- 1986: Ayla und der Clan des Bären (The Clan of the Cave Bear)
- 1987: Light of Day – Im Lichte des Tages (Light of Day)
- 1988: Blue Jean Cop (Shakedown)
- 1990: Im Vorhof der Hölle (State of Grace)
- 1991: McBain
- 1995: Money Train
- 1996: Timelock
- 1997: America’s Most Wanted
- 1997: Macht um jeden Preis (An American Affair)
- 1997: Sliders – Das Tor in eine fremde Dimension (Sliders; Fernsehserie, eine Folge)
- 1998: New York Cops – NYPD Blue (NYPD Blue; Fernsehserie, eine Folge)
- 1998: Buffy – Im Bann der Dämonen (Buffy the Vampire Slayer; Fernsehserie, eine Folge)
- 1999: Kraftprobe in den Bergen (Rites of Passage)
- 2001–2003: Oz – Hölle hinter Gittern (Oz; Fernsehserie, sieben Folgen)
- 2003: Criminal Intent – Verbrechen im Visier (Law & Order: Criminal Intent; Fernsehserie, eine Folge)
- 2012: Broadway’s Finest
- 2012: Pandora’s Box (Kurzfilm; als Regisseur)
- 2018: Homeland (Fernsehserie, eine Folge)
- 2019: Marvel’s The Punisher (The Punisher; Fernsehserie, eine Folge)
- 2020: The Late Show Host (Kurzfilm; als Regisseur)
- 2021: 6:45